# Teodors Grīnbergs
Teodors Grīnbergs (ur. 2 kwietnia 1870 w Dundadze w Kurlandii, zm. 14 czerwca 1962 w Esslingen w RFN) – łotewski duchowny luterański, nauczyciel i poseł na Sejm w Rydze.
Po ukończeniu gimnazjum w Mitawie kształcił się na Wydziale Teologii w Dorpacie, który ukończył w 1896 roku. Studiował również filozofię i historię. Po studiach podjął pracę jako nauczyciel domowy pomocnik pastora w kurlandzkim Pope.
W 1899 roku został wikariuszem w Lutrini, po czym w latach 1907–34 sprawował posługę pastoralną w Windawie. Jednocześnie był w latach 1919–32 dyrektorem lokalnego gimnazjum łotewskiego.
Angażował się w życie polityczne kraju: posłował na Sejm Łotwy w latach 1922–23 z listy Związku Narodowo-Chrześcijańskiego.
W 1932 roku doczekał się przyznania godności luterańskiego arcybiskupa Łotwy. Oprócz posługi religijnej i pracy politycznej zajmował się wykładaniem teologii na Uniwersytecie Łotwy w Rydze (do 1940 roku).
W 1943 roku znalazł się w gronie sygnatariuszy listu łotewskiej inteligencji domagającej się przestrzegania podstawowych praw narodu łotewskiego przez okupacyjne wojska niemieckie.
Po 1945 roku przebywał na emigracji, gdzie do śmierci stał na czele łotewskiego Kościoła Luterańskiego na emigracji.